# アンゴラのHIV/AIDS
アンゴラは、大量のHIV/AIDS感染人口を抱えている。国際連合のHIV/AIDSに関するプログラムのジョイント（UNAIDS）では、2003年末の成人感染率は3.9%であり、人数にして420,000人だった。

## 感染
アンゴラはHIV/AIDS蔓延との戦いにおいて、重大な局面にある。国際連合のHIV/AIDSに関するプログラムのジョイントは2003年末の成人感染率は3.9%と推定したが、一方で近年のアンゴラ保健省の統計と国民AIDSコントロールプログラムの説明では妊娠中の女性出生前診断の結果、感染率は2.8%だった。低率が明るいニュースとなる一方、感染はすぐにごまかしとなり、他のアフリカ諸国では急速に上向きの軌跡を辿ったことなど論争をもたらす要素も多い。
アンゴラの27年間に及ぶ内戦（1975-2002）は、国家が近づきがたい部分を多く作り、HIVの拡散を阻止した。アンゴラはこのようにHIVが高感染率だった近隣諸国との接触の機会を絶った。内戦終結後、交通路とコミュニケーションが再開されたため、HIV/AIDSが急速に拡大することが可能となった。実は、現在の統計は国境部分の州において、特にナミビアやコンゴ民主共和国との国境付近では、国家の他の部分に比べて高い感染を示している。
アンゴラの人口の70%は24歳以下である。2003年のknowledge, attitudes, and practices (KAP)の調査では、14歳から24歳までの若年人口中43%が15歳でセックスし、世界で最も高い率となっている。応答者はコンドームの使用とHIVの予防するための防壁を限られた可能性とみなし、ヘルスケアへのアクセスが限定されていた。彼等はまた性的遺伝感染の高い発生を報告し、全ての状態においてHIVのスパイクに適した状態が国家によって放置されている。
HIVは第一に複数のパートナーによるヘテロセクシャルなセックスを通して感染し、男性対女性比は0.8:1であり、女性は男性より感染しやすいことを示唆している。汚染された注射針、医療器具、輸血などが第二に大きなHIV/AIDSの拡散要因であるが、この分野においてはより詳細な報告が必要である。母子感染は現在HIVの症例の15%を占めている。

## 国民的対応
アンゴラは極度の経済的、社会的、政治的問題に直面している。人口の68%が貧困生活を送り、26%が絶対的貧困である。にもかかわらず、政府はHIV/AIDSの蔓延の直面にコミットし、油断なくHIV/AIDSの予防と緩和の公的サービスを届ける国際的なドナー、教会、基金、非政府組織と共に働いている。
アンゴラの国民AIDSコントロールプログラム（Programa Nacional de Luta contra o Sida＝PNLS）はHIV/AIDSとの戦いの国民調整の主体を提供するために、保健省の一部として1987年に設立された。雇用賃金は存在せず、PNLSの仕事はほぼ海外の寄付によって賄われている。
2004年6月に、アンゴラ国民議会は包括的なHIV/AIDS法を通した。雇用の権利、無料の公的ヘルスケア、私的なヘルスケアシステムなどを含んだ特に3つのHIV/AIDSと共に生きる権利の保護のなされるよう法律は設計された。
アンゴラはHIV/AIDSと共に生きる人々に統合したケアを提供するため国民ガイドラインを作成したが、抗レトロウイルス薬の配布のためのメカニズムはルアンダ外部で実行される必要がある。およそ2,750人が現在HAART療法を受けているが、約30,000人が薬を必要としている。

## 脚註
1. 1 2 3 4 5 6  "Health Profile: Angola". USAID (December 2004).  この記述には、アメリカ合衆国内でパブリックドメインとなっている記述を含む。